# Новий Арслан
Новий Арсла́н (рос. Новый Арслан, башк. Яңы Арыҫлан) — присілок (в минулому селище) у складі Туймазинського району Башкортостану, Росія. Входить до складу Бішкураєвської сільської ради.
Населення — 19 осіб (2010; 24 у 2002).
Національний склад:
- татари — 62 %
- башкири — 38 %